# マリオ・マレガ
マリオ・マレガ（Mario Marega、1902年9月30日 - 1978年1月30日）は、イタリア出身のカトリックの神父でサレジオ会士。

## 生涯
1902年9月30日、イタリア北東部フリウリ地方ゴリツィアに生まれる。1919年にサレジオ会に入会し、1927年、司祭に叙階された。
1929年、ローマのサレジオ大学神学部を卒業。神学博士号を取得した。1929年10月、サレジオ会宣教師として日本に向け出航、12月14日、兵庫県・神戸に上陸。その後、九州に到着した。1932年から大分県で司牧にあたり、「信仰の根本」「カトリックは答へる」などを日本語で出版。1933年には海星幼稚園（大分市）を設立、初代園長を務めた。
1938年、イタリア語訳「古事記」を出版。ヴィンチェンツォ・チマッティ神父により、教皇ピオ11世に、イタリア語訳「古事記」が手渡され、祝福を受けた。
1942年には『豊後切支丹史料』を刊行した。日本のキリスト教の歴史に関係する古文書を収集・研究し、キリシタン史跡の発見にも努めた。また、日本の文化・風習を研究する目的での史料も収集した。第二次大戦中の1945年7月16日、カトリック大分教会は大分大空襲で焼失し、多くの収集資料を失った。戦後1946年には『続豊後切支丹史料』を刊行。
1947年、イタリアに帰国。1947年-1948年、米国にて大分教会再建のための寄付を募り、1948年に再度渡日命令が出て来日する。大分赴任中のマレガは、大分の社会に溶け込み研究に励んだ。教育や報道、警察関係の知人が多く、商業学校の教員たちにラテン語、病院の医師にドイツ語を教えていた。武徳会大分支部では弓道を習い、大分史談会の外国人会員でもあった。別府女学院(現別府大学)創立者の佐藤義詮と親交があり、戦後別府市に駐留していた米軍のエスポジット隊長と佐藤義詮の仲介役をし、大学の土地取得に尽力した。キリシタン関係の資料収集の本来の目的は殉教者を福者に列することにあったため、当初は弾圧の記録を重視していた。
1950年、大分・臼杵教会より東京・目黒のカトリック碑文谷教会へ転任。東京赴任中のマレガは、長期休暇には奈良の東大寺二月堂「お水取り」の取材をし、その後は大分で休暇を過ごすことが定番であった。1961年に「落穂集」を、1968年には「キリシタンの英雄たち」を刊行している。1962年3月、イタリア騎士隊勲章を在日イタリア大使館にて受章。
1974年、帰国。1978年1月30日、ロンバルディア州ブレシアで死去。死去後、2011年にマレガ・コレクション（マレガ収集文書）がバチカン図書館で発見された。

## マレガ・コレクション
マレガは、豊後でのキリシタン弾圧・統制に関する古文書を収集し、『豊後切支丹史料』（1942年）、『続豊後切支丹史料』（1946年）という2冊の史料集を刊行した。
マレガは収集した古文書群「マレガ・コレクション」を教皇へ寄贈することを望み、駐日バチカン公使に史料を託した（1953年）。横浜からイタリア北部ジェノバに船便で送られ、バチカン図書館で保管されてきた。長年所在不明と考えられていたが、2011年のバチカン図書館の再整備の折に発見された。マレガ・コレクション（マレガ文書、マレガ収集文書）は、2冊の史料集のもとになった原史料をはじめ、史料集に収録されていない多数の史料を含んでいることが確認された。
1万点を超える「マレガ・コレクション」は発見後、21の袋に分けられている。古文書群は、マレガが大分赴任中に弓道仲間の臼杵藩旧家臣を通じて、古書店から購入した臼杵藩の古文書などが中心で、豊後・臼杵藩の元キリシタンの改宗誓約書や、住民相互監視のための「五人組」の確認書、棄教・改宗したキリシタンの子孫「類族」を管理する台帳、その他の古文書類、マレガの手稿や原稿、メモなどが含まれている。古文書の読解には、日本人の協力が必要不可欠であった。マレガは『続豊後切支丹史料』の序文で感謝を綴っている。

## マレガ・プロジェクト
2011年にコレクションが発見された後、バチカン図書館から日本へ調査協力の依頼があり、2013年、バチカン図書館と人間文化研究機構が、この史料群の調査協力についての協定を締結した。マレガ文書の調査・整理・保存・デジタル化を目的とした「マレガ・プロジェクト」が発足し、日本側は、人間文化研究機構、国文学研究資料館、大分県立先哲史料館、国立歴史民俗博物館、東京大学史料編纂所が参加し、共同研究が行われた。
教皇フランシスコは、禁教下に信仰を守り伝えた日本の潜伏キリシタンを讃え、2015年9月、ローマで開催された「マレガ・コレクション」のシンポジウムにあたり「共同研究により、17世紀初頭の日本におけるキリスト教徒共同体の迫害に関して理解が深まるだけでなく、迫害が社会にどのような影響を与えたのかが明らかになるよう望む」とメッセージを寄せた。
2021年、データベース化された史料は、オンラインで一般公開された。

## 著作

### 著作
- 『信仰の根本』 1933
- 『オザナム』 (翻訳) 1933
- 『カトリックは答へる(1)』 1933
- 『カトリックは答へる(2)』 1934
- 『日本の思想とカトリックの思想 』 1934
- 『Ko-gi-ki, Vecchie-cose-scritte, libro base dello shintoismo giapponese』 1938
- 『Memorie Cristiane Della Regione Di Oita』 1939
- 『Il Giappone nei racconti e nelle leggende』 1939
- 『豊後切支丹史料』 1942
- 『續豐後切支丹史料』 1946
- 『Il Ciuscingura, la vendetta dei 47 ronin』 1948
- 『Oci-bo-sciu : quaderni storici del Giappone』 1961
- 『キリシタンの英雄たち』 1968

### 雑誌論文
- 『E-Fumi』 1939
- 『Akogi. Ballata in un Atto di Seami Motokiyo』 1939
- 『Okina. Il vegliardo. La Ballatta piuûu antica tra il No-gaku, la più sacra』 1940
- 『Dal Piccolo Veicolo [Hina-yana] al Grande Veicolo [Maha-yana]』 194?
- 『Minase. Ballata No^-gaku della scuola Kita-ryu^ Versione e note』 1941
- 『Tracce del cristianesimo nell'era di Nara』 1941
- 『大分天主公教史』 1941
- 『豊後切支丹の書簡に就て』 1942
- 『臼杵藩第十四、十五第藩主に関する文献』 1943
- 『Le leggi anticristiane dei Tokugawa』 1944
- 『La letteratura classica Giapponese』 1947
- 『Saggio sui riti eｓoterici della setta buddista giapponese Shingon-Shu』 1949
- 『On the Trail of Xavier』 1949
- 『Documenti sulla storia della Chiesa in Giappone. Gli editti di persecuzione del 1619. Testi e note critiche.』 (Editto di persecuzione dei cristiani indigeni e editto di espulsione dei missionari del governatore japonese.) 1950
- 『豊後大分郡津守村の五人組手形』 1954
- 『The Christian tombs in Bungo』 1955
- 『Development of Buddhism』 1956
- 『The Kirishitan Rosyashiki』 1962
- 『The First Martyrs of Nagasaki』 1962
- 『The First Martyrs of Edo』 1962
- 『Pre-Xaverian Christians in Japan.』 1963
- 『The Kirishitan yashiki』 1963
- 『Omizutori : dramatic buddhist ceremonies』 1968
- 『The Oldest Buddhist Ceremonies in Japan: The shu'nie 修二会 ceremonies』 1968
- 『大分県大野郡緒方町字馬背畑の珍しい二重の洞窟について』 1970
- 『The Nakatomi harai 中臣祓 and the remben 蓮弁 at the Todai-ji 東大寺 temple』 1972
- 『Dante ed il Kogiki』

### 原稿
- 『L'ulitimo Gruppo di missionari in Giappone』
- 『I martiri di Unzen, 17 Maggio 1627』
- 『La Chiesa Cattolica in Giappone』